# Гальюн, Бурхан
Бурхан Гальюн (араб. برهان غليون‎, р.1945) — сирийско-французский социолог, политолог и общественный деятель, с августа 2011 по май 2012 — председатель Сирийского национального совета.

## Биография
Бурхан Гальюн родился в Хомсе (Сирия) в семье суннитов, получил образование социолога в Сорбонне. В настоящее время является руководителем Центра арабских исследований в университете Париж III Новая Сорбонна.
В 1978, в условиях укрепления режима Хафеза Асада, опубликовал книгу Манифест за демократию, где отметил, что государство стало врагом общества в арабском мире и призвал арабские государства к восстановлению демократии.
В 1980-х в Б.Гальюн сосредоточился в основном на научной деятельности, но при этом оставался противником сирийского режима и активно поддерживал палестинцев. В течение нескольких лет он руководил Сирийским социально-культурным форумом (одной из организаций сирийских эмигрантов-противников политики Хафеза Асада), а также был одним из основателей и активных участников Арабской организации по правам человека, созданной в 1983 году.
В начале 2000-х был активным участником «Дамасской весны» и часто посещал Сирию в этот период. После принятия в 2005 Дамасской декларации (провозгласившей слияние пяти светских оппозиционных партий) активизировал политическую деятельность, при этом выступал против сторонников совместного с Западом давления на сирийскую политику и избегал явного примыкания к конкретным группировкам сирийской оппозиции. Периодически посещал в Сирию, несмотря на регулярные притеснения со стороны сирийских служб безопасности. По мере развития выступлений против политики Башара Асада в 2011 Гальюн неоднократно выступал в СМИ и принимал активное участие в консолидации базирующихся в Европе сирийских оппозиционных групп.
29 августа 2011 Бурхан Гальюн был назначен председателем Сирийского национального совета — одного из ведущих органов сирийской оппозиции.
2 декабря 2011 Гальюн заявил, что в случае взятия власти в Сирии его сторонниками Сирия свернёт военное сотрудничество с Ираном и прекратит поставки оружия группировкам Хезболла и Хамас.
В мае 2012 ушёл в отставку с поста председателя Сирийского национального совета.

## Публикации
- Burhan Ghalioun, Manifeste pour la démocratie, Beyrouth, Dar Ibn Ruch, 1978
- Burhan Ghalioun, Le malaise arabe, l’etat contre la nation, Paris, La Découverte, " Cahiers Libres ", 1991, ISBN 978-2-7071-2048-9
- Burhan Ghalioun, Islam et politique, Paris, La Découverte, 1997, ISBN 978-2-7071-2714-3
- Burhan Ghalioun, Nevine Abdel Moeim Mossaad, Henry Laurens, Eric Rouleau, Nicolas Sarkis, Nawaf Salam (dir.), Le Moyen Orient à l'épreuve de l’Irak, Paris, Actes Sud, 2005, ISBN 978-2-7427-5249-2.